# Pedro Ruiz de los Paños y Ángel
Pedro Ruiz de los Paños y Ángel (Mora, 18 de septiembre de 1881 - Toledo, 23 de julio de 1936) fue un religioso sacerdote católico de la Hermandad de Sacerdotes Operarios Diocesanos del Corazón de Jesús y fundador de las religiosas Discípulas de Jesús, que fue ejecutado por milicianos del Bando republicano durante la guerra civil española del siglo XX. Fue beatificado por el papa Juan Pablo II el 1 de octubre de 1995.

## Biografía
Pedro Ruiz nació en la localidad de Mora, en la provincia de Toledo, el 18 de septiembre de 1881, siendo el primer hijo del matrimonio entre Francisco Ruiz de los Paños y Braulia Ángel Navarro. Por peligro inminente de muerte fue bautizado el mismo día según la costumbre de las familias españolas de entonces. Realizó sus estudios en el seminario de Toledo.
El joven manchego ingresó en la Hermandad de Sacerdotes Operarios Diocesanos del Corazón de Jesús el 12 de agosto de 1904 y en ella fue ordenado sacerdote el 9 de abril de 1905. Siendo operario, destacó como maestro en la formación de los futuros sacerdotes de los seminarios de Málaga, Jaén, Badajoz y Sevilla. De 1917 a 1927 fue el primer operario nombrado rector del seminario de Plasencia (Cáceres), donde fundó una obra dedicada al fomento de futuras vocaciones e instauró el Día del seminario, que luego se extendería a las diversas diócesis españolas.
La característica principal del ministerio sacerdotal de Pedro Ruiz de los Paños fue su labor en favor de las vocaciones sacerdotales y religiosas, para lo cual promovió la Semana Nacional pro seminario de Toledo y publicó la revista Vocaciones y varios libros dedicados a la formación de los aspirantes al sacerdocio. En 1927 fue nombrado rector del Colegio Español de Roma y en 1933 fue escogido como director general de los Operarios.
El 18 de julio de 1936, Pedro Ruiz se disponía a la fundación de la congregación religiosa femenina de las Discípulas de Jesús, para la cual ya había redactado las Constituciones, cuando estalló la Guerra civil en Toledo, por lo cual tuvo que esconderse junto con uno de sus hermanos operarios, José Sala Picó, en la casa de un sacerdote amigo. El 23 de julio los milicianos secuestraron a los tres sacerdotes y en el paseo del Tránsito de Toledo, fueron ejecutados.

## Discípulas de Jesús
En el Capítulo General de los Operarios de 1939, cuando terminó la guerra, se decidió continuar con una de las principales obras de Pedro Ruiz, la fundación de las Discípulas de Jesús, la cual se ve concretada el 21 de diciembre de 1942 en la ciudad de Valladolid con la profesión de las primeras religiosas y la aprobación del arzobispo Antonio García.

## Obras
La especial dedicación a las vocaciones sacerdotales y religiosas llevaron a Pedro Ruiz de los Paños a escribir varias obras dedicadas a ese tema. En vida del autor fueron publicadas, además de las Constituciones de 1933 de las Discípulas de Jesús, las siguientes obras:
- Fomento de vocaciones eclesiásticas Toledo 1923.
- La perseverancia del seminarista, Toledo 1923.
- Los primeros cuarenta años del Pontificio Colegio Español de S. José de Roma, Roma 1933.
- Las vocaciones sacerdotales, Toledo 1935.
- La idea de la Hermandad, Toledo 1936.

Pedro Ruiz dejó algunos escritos inéditos que posteriormente a su martirio fueron publicados, tales como:
- Páginas de un seminarista, Segovia 1940.

## Beatificación y Culto
Pedro Ruiz de los Paños y Ángel fue beatificado el 1 de octubre de 1995, por el papa Juan Pablo II, junto a otros ocho sacerdotes operarios diocesanos. Por haber sido el director general de la Hermandad al momento del martirio, Pedro Ruiz, encabeza la lista de los nueve mártires operarios.
Su fiesta litúrgica está incluida en la memoria de los Mártires del siglo XX en España que se celebra el 6 de noviembre; y sus reliquias se veneran en el oratorio de la casa general de las Discípulas de Jesús, en Valladolid.